# Popcorn (嵐のアルバム)
『Popcorn』（ポップコーン）は、日本の男性アイドルグループ・嵐の通算11枚目となるオリジナル・アルバム。2012年10月31日にジェイ・ストームから発売された。

## 解説
前作『Beautiful World』同様、通常盤のみで発売。初回プレス盤はスペシャルパッケージ仕様で、歌詞ブックレットに加え、オリジナル絵本「愛と勇気のポップコーン 〜Popcornができるまで〜」と『Popcorn』オリジナル・ステッカーが封入されている。36枚目のシングル曲「迷宮ラブソング」から39枚目のシングル曲「Your Eyes」までのシングル曲4曲に、新曲7曲とメンバーソロ曲5曲を加えた全16曲を収録。
ジャケット（初回プレス盤のみ）では、アルバム名にちなんでメンバー全員がポップコーンに扮している。後にポップコーンマンという名称であると判明した。
2020年2月7日より、収録曲のデジタル配信、及びサブスクリプション配信が解禁された。

## チャート成績
発売前日（集計初日）の2012年10月30日付オリコンデイリーアルバムチャートで推定売上枚数約30.3万枚を記録し、初登場1位を記録した。
発売初週の2012年11月12日付オリコン週間アルバムチャートで初登場1位を記録した。嵐のアルバムの1位獲得は『いざッ、Now』から10作連続・通算11作目である。初動売上は約70.1万枚で、前作『Beautiful World』の初動売上63.1万枚を上回った。

## 収録曲
1. Welcome to our party [3:58]
作詞：Soluna・Shun、Rap詞：櫻井翔、作曲：Stephan Elfgran・Conor Edwards・Junior Jokinen、編曲：吉岡たく
2. 駆け抜けろ！ [4:31]
作詞：S-Tnk、作曲：Takuya Harada・Samuli Laiho・Pessi Levanto、編曲：石塚知生
  - 相葉雅紀・大野智出演 日産自動車「セレナS-HYBRID」CMソング
3. ワイルド アット ハート [4:08]
  - 37thシングル
4. Face Down [3:58]
  - 38thシングル
5. We wanna funk, we need a funk [4:36] - 松本潤
作詞：Shigeo・Bruce R F Smith・John World、作曲：Bruce R F Smith・Mats Ymell、編曲：metropolitan digital clique
6. two [3:56] - 大野智
作詞：Soluna、作曲：Erik Lidbom・R.P.P.、編曲：Erik Lidbom
7. Waiting for you [3:58]
作詞：Soluna、作曲：Octobar・iiiSAK、編曲：吉岡たく・宮野幸子
8. 楽園 [3:38] - 相葉雅紀
作詞：S-Tnk、作曲：鈴木ともよし、編曲：Slice Of Life・Tatsuya K.
9. 旅は続くよ [4:59]
作詞：furaha、Rap詞：櫻井翔、作曲：curly・youwhich、編曲：youwhich
10. それはやっぱり君でした [5:02] - 二宮和也
作詞：二宮和也、作曲：大知正紘、編曲：ha-j・二宮和也
  - 7thアルバム『Time』初回限定盤収録曲「虹」アンサーソング
11. 迷宮ラブソング [4:38]
  - 36thシングル
12. Your Eyes [4:40]
  - 39thシングル
13. Fly on Friday [4:20] - 櫻井翔
作詞・作曲：eltvo、Rap詞：櫻井翔、編曲：kz[6]
スペシャルコーラスとして嵐全員が参加している。
14. Cosmos [4:51]
作詞：pause・eltvo、Rap詞：櫻井翔、作曲：Erik Lidbom、編曲：佐々木博史
大野が振り付けを担当した。
15. 証 [4:56]
作詞・作曲：QQ、編曲：ha-j
  - 日本テレビ系『ロンドンオリンピック』テーマソング
16. Up to you [4:18]
作詞：伊織・100+、Rap詞：櫻井翔、作曲：Wet disk・Christofer Erixon・Joakim Bjömberg、編曲：metropolitan digital clique
大野が振り付けを担当した。

## 映像作品
Welcome to our party
- ARASHI LIVE TOUR Popcorn
- ARASHI アラフェス'13 NATIONAL STADIUM 2013
- ARASHI LIVE TOUR 2014 THE DIGITALIAN
- 5×20 All the BEST!! 1999-2019（初回限定盤2）

駆け抜けろ！
- ARASHI LIVE TOUR Popcorn

We wanna funk, we need a funk
- ARASHI LIVE TOUR Popcorn

two
- ARASHI LIVE TOUR Popcorn
- ARASHI BLAST in Miyagi

Waiting for you
- ARASHI LIVE TOUR Popcorn

楽園
- ARASHI LIVE TOUR Popcorn

旅は続くよ
- ARASHI LIVE TOUR Popcorn

それはやっぱり君でした
- ARASHI LIVE TOUR Popcorn

Fly on Friday
- ARASHI LIVE TOUR Popcorn

Cosmos
- ARASHI LIVE TOUR Popcorn

証
- ARASHI アラフェス NATIONAL STADIUM 2012
- ARASHI LIVE TOUR Popcorn

Up to you
- ARASHI LIVE TOUR Popcorn
- ARASHI アラフェス'13 NATIONAL STADIUM 2013